# فرانک لاندی
فرانک لاندی (به انگلیسی: Frank Lundy)، یک شخصیت خیالی در مجموعه تلویزیونی دکستر می‌باشد که برای اولین بار در فصل دوم وارد داستان می‌شود. کیث کارداین ایفاگر نقش اوست. او که یک مامور ویژه اف‌بی‌آی است، برای حل کردن پرونده «قصاب بندرگاه بِی» وارد میامی می‌شود. در فصل چهارم نیز مجدداً برای پرونده «قاتل سه‌گانه» به میامی سفر می‌کند.